# Исаев, Беделбай
Беделба́й Иса́ев (кирг. Беделбай Исаев; 1911 год, село Токбай-Талаа — 27 мая 1986) — председатель колхоза «Ленинчил-Жаш» Советского района Ошской области, Киргизская ССР. Герой Социалистического Труда (1948). Депутат Верховного Совета Киргизской ССР.

## Биография
Родился в 1911 году в крестьянской семье в селе Токбай-Талаа (ныне — Кара-Кульджинский район).
Трудовую деятельность начал в 1929 году. Работал в местном колхозе. С 1937 по 1940 года — заведующий скотоводческой фермой колхоза «Ленинчил-Жаш» Советского района.
В 1940—1941 годах — председатель сельского совета в селе Чалма. В 1941 году вступил в ВКП(б). В 1947 году был избран председателем колхоза «Ленинчил-Жаш» Советского района.
Вывел колхоз в число передовых сельскохозяйственных предприятий Советского района. При его руководстве в 1948 году колхоз перевыполнил план по крупному рогатому скоту на 112,8 %, по овцеводству — на 132 % и по коневодству — на 111 %. Указом Президиума Верховного Совета СССР от 15 сентября 1948 года удостоен звания Героя Социалистического Труда с вручением ордена Ленина и золотой медали «Серп и Молот».
Неоднократно избирался депутатом Верховного Совета Киргизской ССР (1951—1959).
С 1968 года — персональный пенсионер союзного значения. Проживал в селе Чалма.